# Strike Witches
Strike Witches (ストライクウィッチーズ?, Sutoraiku Witchīzu) è un progetto che coinvolge più media, originariamente creato da Humikane Shimada nella forma di una serie di vignette. In seguito le vignette sono state adattate in una serie di light novel, tre serie di manga, un OAV pubblicato il 1º gennaio 2007 e due serie televisive anime, la prima delle quali è stata trasmessa dal 3 luglio 2008 sino al 18 settembre 2008. L'inizio di una seconda stagione è stata ufficializzata il 27 febbraio 2009. Dalla serie è stato adattato un videogioco per Xbox 360, ed un secondo per Nintendo DS pubblicato nel 2010. Inoltre il 17 marzo 2012 è uscito nelle sale cinematografice il film Strike Witches Gekijouban, mentre il 5 ottobre 2016 ha avuto inizio una serie anime spin-off intitolata Brave Witches.

## Trama
Ambientato in un mondo simile alla Terra del XX secolo, Strike Witches racconta la storia di una guerra interplanetaria, in cui il pianeta è difeso con una combinazione di magia e tecnologia. Il gruppo delle Strike Witches è composto da alcune giovanissime ragazze dotate di un grande potenziale magico, grazie al quale sono state reclutate nell'esercito per combattere l'invasione dei Neuroi, che hanno iniziato ad attaccare la Terra nel 1939. Le forze Neuroi sono apparse spesso e senza alcun preavviso in diverse aree della Terra nel corso della storia, utilizzando come arma un micidiale gas corrosivo.
L'unico baluardo a difesa della Terra è il gruppo delle Strike Witches, ognuna delle quali è equipaggiata di una particolare tecnologia montata nelle gambe: lo Striker Unit. Grazie ad esso ognuna delle Strike Witches è in grado di volare, mentre grazie alla magia di cui sono dotate possono maneggiare armamenti pesanti, normalmente ingestibili per un normale essere umano. Le Strike Witches sono inoltre in grado di creare barriere di energia in grado di proteggerle dai gas dei Neuroi. La trama della serie televisiva concentra principalmente la propria storia sul 501st Joint Fighter Wing delle Strike Witches, poste in difesa del territorio britannico.

## Contesto
La storia si Strike Witches si svolge in una realtà alternativa, nella quale alcuni eventi storici non sono accaduti o sono avvenuti in modo diverso.
Dal punto di vista geografico, diverse zone del pianeta, come la Costa Occidentale degli Stati Uniti, la Cina e il Medio Oriente, sono state per spazzate via dall'invasione dei Neuroi, e al loro posto ora c'è il mare. Molti Paesi non esistono più, e altri sono stati ribattezzati con nuovi nomi. L'Impero del Giappone è diventato l'Impero di Fuso, ed ha adottato una bandiera differente, con una mezzaluna rossa al posto del sole e gli Stati Uniti d'America sono diventati gli Stati Uniti di Liberion.
Ma è in Europa, dove si trova il cuore dell'invasione Neuroi, che si riscontrano i cambiamenti più significativi. In questa realtà alternativa, l'Impero Asburgico, che qui si chiama Ostmark, non è mai caduto, anche se i suoi domini sono più ristretti, mentre la Polonia, le Repubbliche Baltiche e altre zone dell'Europa Orientale sono divise tra Karlsland, l'attuale Germania, e l'Impero russo, qui chiamata Orussia.
L'Italia, dove è ambientata la seconda stagione dell'anime, benché apparentemente unita in un unico regno (come sembrano testimoniare le Bandiere del Regno d'Italia sulle navi sia veneziane che romane), sembra essere una sorta di monarchia federale divisa in due Paesi, il Principato di Romania, costituito dal nord-ovest, l'Emilia e tutto il centro-sud, ancora libero, e la neonata Repubblica di Venezia, per buona parte conquistata dai Neuroi, che oltre al resto del nord (eccezion fatta per il Trentino-Alto Adige, facente parte di Ostmark), alla romagna e alle Marche comprende anche tutta la costa dalmata, l'Albania e buona parte della ex Jugoslavia.
Non vi sono riferimenti ai grandi regimi totalitari di quegli anni, e anche se nell'anime viene fatto riferimento ad un clima di guerra incombente che regnava subito prima dell'arrivo dei Neuroi non è dato sapere se in questa realtà i regimi in questione siano effettivamente sorti (anche se alcuni elementi, come le uniformi nere dell'esercito italiano e la stella rossa sulla divisa di Sanya, lo fanno supporre), e se nel caso abbiano deciso di collaborare per far fronte al nemico comune o siano caduti a seguito dell'invasione aliena.

## Adattamenti

### Light novel
Sono state pubblicate due differenti serie di light novel ispirate a Strike Witches. La prima, Strike Witches: Suomus Misfits Squadron (ストライクウィッチーズ： いらん子中隊 Sutoraiku Witchīzu: Iranko Chūtai), è stata scritta da Noboru Yamaguchi ed illustrata da Hashigo Ueda. Il primo volume è stato pubblicato in Giappone nell'ottobre 2006, e sino a giugno 2009 sono stati pubblicati in totale tre volumi. Un quarto volume, inizialmente programmato per la primavera 2009, è tuttora in fase di pubblicazione. La trama di questa serie di light novel è ambientata in un periodo ed in un luogo diverso da quello dell'anime, ed utilizza un differente set di personaggi.
La seconda serie di light novel, intitolata Strike Witches: Maidens' Volume (ストライクウィッチーズ： 乙女ノ巻 Sutoraiku Witchīzu: Otome no Maki), è stata scritta da Hidehisa Nanbō ed illustrata da Hashigo Ueda. Sino a giugno 2009, sono stati pubblicati due volumi. la pubblicazione di questi volumi è coincisa con la programmazione televisiva dell'anime, e vede protagonisti gli stessi personaggi. Tuttavia, benché alcuni capitoli siano l'adattamento di alcuni episodi dell'anime, nella maggior parte dei casi vengono narrate storie originali.

### Manga
Esistono tre differenti serie di manga di Strike Witches. Il primo manga, Strike Witches: Maidens of the Blue Skies (ストライクウィッチーズ 蒼空の乙女たち?, Strike Witches Sōkū no Otome-tachi), è stato serializzato su Comp Ace fra il 25 settembre 2005 ed il 26 gennaio 2006. Una seconda serie, Strike Witches: Maidens of the Heavens (ストライクウィッチーズ 天空の乙女たち?, Strike Witches Tenkū no Otome-tachi), è stata serializzata su Comp Ace fra il 26 luglio 2008 ed il 26 dicembre 2008. Queste due serie sono collegate fra loro, ma non hanno nulla a che vedere con l'anime. Una terza serie, Strike Witches Kimi to Tsunagaru Sora (ストライクウィッチーズ キミとつながる空 ? letteralmente "Strike Witches - Il cielo che ci unisce") nota anche come Strike Witches 1.5, ambientata fra le due serie televisive dell'anime è stata serializzata su NyanType a partire dal 26 settembre 2009.

### Dōjinshi
Strike Witches: Witch in Africa, pubblicata nell'agosto 2009, è realizzata unitamente da Humikane Shimada, Taka'aki Suzuki e Takeshi Nogami, questa dōjinshi è generalmente considerata parte della cronologia ufficiale della serie, al punto che inizialmente era intenzione degli autori inserirla nei booklet dei DVD contenenti gli episodi della serie televisiva. Questa pubblicazione è parzialmente light novel e parzialmente manga, ed al suo interno vengono rivelati alcuni dettagli del mondo di Strike Witches mai resi noti prima.
Strike Witches: Tiger in Desert, pubblicata nel dicembre 2009 è simile al primo volume ed è ambientato nello stesso universo di Strike Witches: Witch in Africa.

### Anime
Un OAV diretto da Kunihisa Sugishima e prodotto dalla Gonzo è stato pubblicato il 1º gennaio 2007. La prima stagione dell'anime è stata prodotta dallo studio Gonzo e trasmessa in Giappone fra il 3 luglio 2008 ed il 16 settembre 2008. A parte la normale programmazione televisiva, la serie è stata resa disponibile con sottotitoli in inglese attraverso YouTube, BOST TV e Crunchyroll, cosa già avvenuta con la serie The Tower of Druaga: the Aegis of Uruk, sempre prodotta dalla Gonzo. Le trasmissioni di YouTube e Crunchyroll avvenivano tramite streaming, permettendo agli utenti di vedere ogni nuovo episodio della serie nello stesso giorno di pubblicazione, per un certo periodo di tempo. Inoltre Crunchyroll offriva la possibilità di acquistare e scaricare i singoli episodi. Una versione priva di censure della serie è stata resa disponibile in una raccolta di DVD, il cui primo volume è stato pubblicato il 26 settembre 2008, il secondo il 24 ottobre, il terzo il 28 novembre, il quarto il 26 dicembre ed il quinto ed ultimo il 30 gennaio 2009. Una seconda serie intitolata Strike Witches 2 è stata prodotta dalla AIC ed ha cominciato le proprie trasmissioni il 7 luglio 2010. Una serie anime spin-off, intitolata Brave Witches e prodotta dalla Silver Link, è andata in onda dal 5 ottobre 2016 ed è stata trasmessa in simulcast da Crunchyroll.

### Videogiochi
Due videogiochi ispirati al franchise di Strike Witches sono stati pubblicati durante l'inverno del 2009. Il primo, intitolato Strike Witches: What I Can Do Along With You - A Little Peaceful Days (ストライクウィッチーズ -あなたとできること A Little Peaceful Days-?, Sutoraiku Witchīzu: Anata to Dekiru Koto - A Little Peaceful Days) è sviluppato per PlayStation 2, mentre l'altro, intitolato Strike Witches: Blitz in the Blue Sky - New Commander Struggles! (ストライクウィッチーズ -蒼空の電撃戦 新隊長 奮闘する！-?, Sutoraiku Witchīzu: Sōkū no Dengekisen - Shin Taicho Funtousuru!) è sviluppato per Nintendo DS. Entrambi i giochi sono stati prodotti dalla Russell Games, che li ha resi disponibili in edizione normale e premium. Ogni gioco vede protagonisti, sia i personaggi dell'anime che quelli delle due serie manga.
In seguito sono stati prodotti altri due videogiochi. Strike Witches: Silver Wing (ストライクウィッチーズ 白銀の翼?, Sutoraiku Witchīzu: Shirogane no Tsubasa) è stato sviluppato dalla Cyberfront per Xbox 360 ed è stato reso disponibile dal 2010. Strike Witches 2: Heal, Cure and Do Puni Puni (ストライクウィッチーズ2 いやす・なおす・ぷにぷにする?, Sutoraiku Witchīzu: Iyasu Naosu Punipuni suru), è invece stato sviluppato dalla Kadokawa Shoten per Nintendo DS e sarà disponibile a partire da settembre 2010.

## Personaggi e doppiatori
- Yoshika Miyafuji (宮藤芳佳?, Miyafuji Yoshika)

Doppiata da Misato Fukuen
- Mio Sakamoto (坂本美緒?, Sakamoto Mio)

Doppiata da Saeko Chiba (1ª stagione), Saori Seto (2ª stagione)
- Minna-Dietlinde Wilcke (ミーナ・ディートリンデ・ヴィルケ?, Mīna Dītorinde Viruke)

Doppiata da Rie Tanaka
- Lynette Bishop (リネット・ビショップ?, Rinetto Bishoppu)

Doppiata da Kaori Nazuka
- Perrine-H. Clostermann (ペリーヌ・クロステルマン?, Perīnu Kurosuteruman)

Doppiata da Miyuki Sawashiro
- Erica Hartmann (エーリカ・ハルトマン?, Ērika Harutoman)

Doppiata da Sakura Nogawa
- Gertrud Barkhorn (ゲルトルート・バルクホルン?, Gerutorūto Barukuhorun)

Doppiata da Mie Sonozaki
- Francesca Lucchini (フランチェスカ・ルッキーニ?, Furanchesuka Rukkīni)

Doppiata da Chiwa Saitō
- Charlotte E. Yeager (シャーロット・E・イエーガー?, Shārotto E Iēgā)

Doppiata da Ami Koshimizu
- Eila Ilmatar Juutilainen (エイラ・イルマタル・ユーティライネン?, Eira Irumataru Yūtirainen)

Doppiata da Ayuru Ōhashi
- Sanya V. Litvyak (サーニャ・V・リトヴャク?, Saānya V Ritovyaku)

Doppiata da Mai Kadowaki

## Episodi

### Prima stagione
| Nº | Titolo italiano Giapponese 「Kanji」 - Rōmaji                                           | In onda           | In onda |
| Nº | Titolo italiano Giapponese 「Kanji」 - Rōmaji                                           | Giapponese        |         |
| 1  | Ragazza magica 「魔法少女」 - Mahō Shōjo                                                | 3 luglio 2008     |         |
| 2  | Per fare ciò che posso 「私にできること」 - Watashi ni Dekiru Koto                      | 10 luglio 2008    |         |
| 3  | Non più da solo 「一人じゃないから」 - Hitori Ja Nai kara                               | 17 luglio 2008    |         |
| 4  | Grazie 「ありがとう」 - Arigatō                                                         | 24 luglio 2008    |         |
| 5  | Rapido, gigantesco e morbido 「はやい、おっきい、やわらかい」 - Hayai, Okkii, Yawarakai | 31 luglio 2008    |         |
| 6  | Solidarietà 「いっしょだよ」 - Issho da yo                                              | 7 agosto 2008     |         |
| 7  | Bello e fresco 「スースーするの」 - Sūsū suru no                                        | 14 agosto 2008    |         |
| 8  | Non dimenticare 「君を忘れない」 - Kimi o Wasurenai                                     | 21 agosto 2008    |         |
| 9  | Difendere ad ogni costo 「守りたいもの」 - Mamoritai Mono                               | 28 agosto 2008    |         |
| 10 | Voglio che tu mi creda 「信じてほしい」 - Shinjite Hoshii                               | 4 settembre 2008  |         |
| 11 | Verso il cielo 「空へ・・・」 - Sora e...                                               | 11 settembre 2008 |         |
| 12 | Streghe in sciopero 「ストライクウィッチーズ」 - Sutoraiku Wicchīzu                     | 18 settembre 2008 |         |

### Seconda stagione
| Nº | Titolo italiano Giapponese 「Kanji」 - Rōmaji                                            | In onda           | In onda |
| Nº | Titolo italiano Giapponese 「Kanji」 - Rōmaji                                            | Giapponese        |         |
| 1  | To the skies once again 「再び空へ」 - Futatabi Sora e                                   | 8 luglio 2010     |         |
| 2  | The legendary witches 「伝説の魔女達」 - Densetsu no Majotachi                           | 15 luglio 2010    |         |
| 3  | Things we can accomplish together 「一緒にできること」 - Issho ni Dekiru Koto            | 22 luglio 2010    |         |
| 4  | Stiff, swift and staggering 「かたい、はやい、ものすっご～い」 - Katai, Hayai, Monosugōi | 29 luglio 2010    |         |
| 5  | My Romania 「私のロマーニャ」 - Watashi no Romānya                                       | 5 agosto 2010     |         |
| 6  | Higher Than the Sky 「空より高く」 - Sora yori Takaku                                    | 12 agosto 2010    |         |
| 7  | Creeping ABout 「モゾモゾするの」 - Mozomozo Suru no                                     | 19 agosto 2010    |         |
| 8  | Please Grant Me Wings 「翼をください」 - Tsubasa wo Kudasai                              | 26 agosto 2010    |         |
| 9  | The Bridge to Tomorrow 「明日に架ける橋」 - Asu ni Kakeru Hashi                          | 2 settembre 2010  |         |
| 10 | 500 Overs                                                                                | 9 settembre 2010  |         |
| 11 | To Be Myself 「私であるために」 - Watashi de Aru Tame Ni                                 | 16 settembre 2010 |         |
| 12 | Beyond the Sky to Eternity 「天空より永遠に」 - Sora Yori Towa Ni                        | 23 settembre 2010 |         |

### Terza stagione (Spin-off)
| Nº  | Titolo italiano Giapponese 「Kanji」 - Rōmaji                                                   | In onda          | In onda |
| Nº  | Titolo italiano Giapponese 「Kanji」 - Rōmaji                                                   | Giapponese       |         |
| 1   | Le streghe di Sasebo 「佐世保の魔法少女?」 - Sasebo no Mahō Shōjo?                              | 6 ottobre 2016   |         |
| 2   | Spiega le ali, piviere! 「羽ばたけチドリ」 - Habatake Chidori                                   | 13 ottobre 2016  |         |
| 3   | Il 502º stormo da caccia congiunto 「第502統合戦闘航空団」 - Dai Gō-maru-ni Tōgō Sentō Kōkū-dan | 20 ottobre 2016  |         |
| 4   | Se vuoi combattere, diventa forte 「戦いたければ強くなれ!」 - Tatakai takereba Tsuyoku nare!    | 3 novembre 2016  |         |
| 5   | Lotta mortale nel gelo 「極寒の死闘」 - Gokkan no Shitō                                         | 10 novembre 2016 |         |
| 6   | Buona fortuna 「幸運を」 - Kōun wo                                                              | 17 novembre 2016 |         |
| 7   | La notte santa 「聖なる夜に」 - Seinaru Yoru ni                                                 | 24 novembre 2016 |         |
| 8   | Succo d'uva nei tuoi occhi 「君の瞳にぶどうジュース」 - Kimi no Hitomi ni Budō Jūsu             | 1º dicembre 2016 |         |
| 9   | Break Witches 「ブレイクウィッチーズ」 - Bureiku Witchīzu                                       | 8 dicembre 2016  |         |
| 10  | Le due sorelle e... 「姉と妹と。」 - Ane to Imōto to.                                           | 15 dicembre 2016 |         |
| 11  | Se non ci provi, non puoi saperlo! 「やってみなくちゃわからない」 - Yatte Minakucha Wakaranai   | 22 dicembre 2016 |         |
| 12  | Hikari risplende 「ひかり輝いて...」 - Hikari Kagayaite...                                      | 29 dicembre 2016 |         |
| OAV | 「ペテルブルグ大戦略」 - Peteruburugu Dai Senryaku                                              | 25 agosto 2017   |         |

## Colonna sonora
Sigla di apertura
- STRIKE WITCHES cantata da Yōko Ishida (prima stagione)
- STRIKE WITCHES 2 ~Egao no Mahou~ cantata da Yōko Ishida (seconda stagione)

Sigle di chiusura
- Bookmark A Head cantatya da Fukuen Misato (prima stagione)
- Bukkumaaku A・Heddo cantata da Misato Fukuen, Saeko Chiba, Kaori Nazuka, Miyuki Sawashiro, Rie Tanaka, Mie Sonozaki, Sakura Nogawa, Chiwa Saito, Ami Koshimizu, Mai Kadowaki & Erika Nakai (prima stagione)
- Over Sky cantata da Misato Fukuen e Saori Seto (seconda stagione)